# Cecilia Stegö Chilò
Cecilia Stegö Chilò (født 25. marts 1959, død 15. februar 2025) var en svensk journalist og politiker fra Moderaterne.
Cecilia Stegö Chilò arbejdede i mange år som journalist og var aktiv i Moderaterne. I 1995 forlod hun imidlertid partiet i protest mod håndteringen af EU-modstanderen Björn von der Esch fra partiet. 
Hun vendte tilbage til partiet i 2006, da hun var en af overraskelserne som kulturminister i regeringen under ledelse af Fredrik Reinfeldt. Det blev dog et kort politisk comeback, da hun efter få dage på posten måtte trække sig, da det blev afsløret, at hun havde gjort brug af sort arbejdskraft samt ikke betalt den lovpligtige tv-licens i seksten år.